# Inebni/Amenemnechu
Inebni, auch Amenemnechu genannt, war ein ägyptischer Beamter. Er verwaltete als „Königssohn von Kusch“ die nubischen Provinzen Ägyptens während der Regierungszeit der altägyptischen Königin Hatschepsut (etwa 1479 bis 1458 v. Chr.).
Die Identität von Inebni und Amenemnechu war lange Zeit umstritten. Es ist davon ausgegangen worden, dass es sich um zwei verschiedene Personen handelte. Eine Inschrift bei Tombos in Nubien hat aber gezeigt, dass es sich um eine Person mit zwei Namen handelte. Inebni ist von etwa acht oder neun Felsinschriften aus Nubien bekannt. Ferner gibt es von ihm eine Statue, die eventuell aus Theben stammt und eine Statue aus Buhen. Anhand der Inschriften war Inebni ab dem 18. Regierungsjahr Hatschepsuts und Thutmosis III. im Amt. Im 23. Regierungsjahr von Thutmosis III. ist dagegen schon Nehy in diesem Amt bezeugt, der sein Amtsnachfolger war.